# Шардана
Шардана (Shardana) e древен народ отъждествяван с днешните сардинци (жители на Сардиния). Споменаван е в древноегипетските паметници по времето на управлението на Мернептах и Рамзес III (XIII–XII вв. пр.н.е.), като „народ, идващ от морето“, т.е. като част от т.нар. морски народи.
Шардана са споменавани и като наемници във войската на Рамзес II.
„От сходството между наименованията Шердени и Сардиния учените често предполагат, че Шердените произлизат от този средиземноморски остров. От друга страна е също толкова възможно тази група в крайна сметка да се е заселила на Сардиния след поражението ѝ от ръцете на египтяните... В Папирус Харис починалият Рамзес III декларира, че Шердените са били доведени като пленници в Египет, и са били заселени в крепости, обвързани с името на фараона, и че той ги е обложил с всички данъци (...), това изглежда свидетелства, че Шердените са били заселени някъде недалеч от Ханаан. Това място може би се поддържа от Папируса Ономастикон на Аменоп – датиращ от ок. 1100 г. пр. Хр., в който се споменават Шердените сред морските народи, заселени на брега там. Ако случаят е такъв, тогава може би Шердените са с произход от Сардиния и са се заселили на крайбрежния Ханаан. Шердените също са изброени в Папируса Уилбър като живеещи в Среден Египет по времето на Рамзес V, което навежда на мисълта, че поне част от тях са били заселени в Египет.“